# René Baire

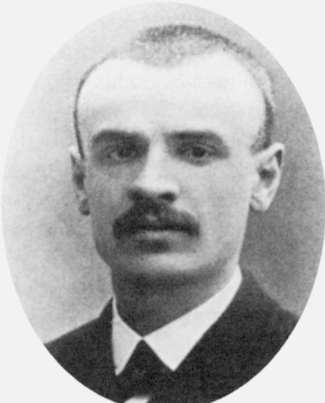
René-Louis Baire

René-Louis Baire (Parijs, 21 januari 1871 – Chambéry, 5 juli 1932) was een Frans wiskundige en politicus.
Hij werkte afwisselend aan universiteiten en als leraar wiskunde op lycea. Hij werd geplaagd door zijn slechte gezondheid en was hierdoor alleen bij vlagen in staat om bijdragen aan de wiskunde te leveren. Zijn onderzoeksinteresses lagen in de continuïteit en irrationele getallen.

## Boeken van René Baire
- (fr)  Théorie des nombres irrationnels, des limites et de la continuité (Theorie van de irrationele getallen, limieten en continuïteit) (Vuibert et Nony, Paris, 1905)
- (fr)  Leçons sur les fonctions discontinues (Lessen over discontinue functies) met Arnaud Denjoy (Gauthier-Villars, Paris, 1905)